# 高木晴子
高木 晴子（たかぎ はるこ、1915年1月9日 - 2000年10月22日）は、神奈川県出身の俳人。高浜虚子の五女で、高浜年尾、星野立子らの妹。

## 生涯
鎌倉生まれ。1932年フェリス女学院卒業。同年、虚子に京都の句会に連れて行かれ、初めて句会に出る。これ以降、虚子に師事する。1934年、日本銀行勤務の高木良一（餅花）と結婚、大森山王に居住。1944年、太平洋戦争中は虚子一家と長野県小諸に疎開した。1945年、秋田市に移住。初めて自分の句会「柿の花」を持つ。1947年「風荒き夜風に雁の帰るかな」「みちのくの帰雁に夜風悲しとも」の句が『ホトトギス』巻頭を飾る。1948年9月、夫が青森へ転勤、浦町字橋本
日本銀行舎宅に居住。1971年、主宰立子の病のため『玉藻』雑詠選を担当。1984年『晴居（はるきょ）』を創刊して主宰に就く。

## 著書
- 『晴子句集』ホトトギス 1951
- 『句集 晴居』玉藻社 1977
- 『句集 続晴居』晴居 1992
- 『遙かなる父、虚子』有斐閣 1983